# Rozdrażew (village)
Pour les articles homonymes, voir Rozdrażew.
Rozdrażew (prononciation : [rɔzˈdraʐɛf]) est un village de Pologne, situé dans la voïvodie de Grande-Pologne. Elle est le chef-lieu de la gmina de Rozdrażew, dans le powiat de Krotoszyn.
Il se situe à 13 kilomètres au nord-est de Krotoszyn (siège du powiat) et à 80 kilomètres au sud-est de Poznań (capitale régionale).

## Histoire
De 1815 à 1919, Rozdrazewo fait partie de l'arrondissement de Krotoschin dans la province de Posnanie.
De 1975 à 1998, Rozdrażew faisait partie du territoire de la voïvodie de Kalisz.

Depuis 1999, le village fait partie du territoire de la voïvodie de Grande-Pologne.